# ビジネス通話ホーダイ
ビジネス通話ホーダイ（ビジネスつうわホーダイ）とはNTTドコモの法人向け音声通話定額サービスである。現時点では、もっと安価なビジネスシンプルに移行しつつある。同様なサービスでauビジネス通話定額、ソフトバンクモバイルのソフトバンクモバイルオフィスがある。

## 概要
FOMA端末を用いて同一法人名義で11回線 - 299回線までの指定したグループ内の通話が無料になるサービス。月額利用料は1回線につき945円（税込み）になる。10回線以下のグループは別にオフィス割引/オフィス割MAX50を利用すれば、同様のサービスが利用可能である。

## 料金

### 定額利用料
ビジネス通話ホーダイ 定額料945円（税込み）/1回線

### 適用可能な料金プラン
ビジネス通話ホーダイと併用できる料金プランは、FOMAサービスの料金プランのうち、タイプM - LL、タイプビジネスが対象になる。（バリュープラン、2in1プラン含む）。そのため、一番安いタイプMバリュー（5,250円）と組み合わせた場合、6,195円（無料通話4,200円）となる。

### 併用可能な割引サービス
- オフィス割MAX50
- ビジネス割引
- （新）いちねん割引
- WORLD CALLいっかつ割引
- ゆうゆうコール
- パケ・ホーダイ
- パケ・ホーダイ フル
- Biz・ホーダイ
- パケットパック

が併用可能。ただしビジネス通話ホーダイ定額料は割り引かれない。
例としてオフィス割MAX50とタイプMバリュー、ビジネス通話ホーダイを組み合わせると5,250円（税込み）×50%引き+945円で3,570円/月となる。

### 通話料
定額グループ内の音声通話は無料。それ以外の通話、各プランの通話料金となる。
（参考）利用料金例
| 料金プラン                           | 基本料金 | 割引適用後(初年度)            | 無料通話分                | 基本料金 - 無料通話分 | 定額通話の対象                       |
| ------------------------------------ | -------- | ----------------------------- | ------------------------- | --------------------- | ------------------------------------ |
| ビジネス通話ホーダイ タイプMバリュー | 6,279円  | 3,654円 オフィス割MAX50利用時 | 4,200円 (最大通話約142分) | -546円                | グループに指定した回線 (10～299回線) |

## 類似したサービス

### グループ通話定額
- ビジネスシンプル NTTドコモ
- オフィス割引/オフィス割MAX50（NTTドコモ）
- ビジネス通話定額 (au)
- ソフトバンクモバイルオフィス（ソフトバンクモバイル）

### エリア通話定額
- OFFICE WISE au
- OFFICEED - NTTドコモ
- オフィスリンク（全国型内線サービス）